# Tata 1510
Der Tata 1510 und sein Schwestermodell Tata 1512, von Tata Motors in Indien hergestellt, sind die am häufigsten eingesetzten Busse in Indien und seinen Nachbarländern, wie zum Beispiel den Seychellen. Die Modelle verbinden gute Ausstattung mit niedrigen Kosten für die Betreiber.
Es handelt sich um stabil gebaute Busse mit 60 Sitzplätzen und folgender Ausstattung:
- Vorne eingebauter Tata-Cummins-Dieselmotor mit Turbolader, der die Hinterräder über eine Kardanwelle antreibt
- Fünf Vorwärts- und einen Rückwärtsgang, voll synchronisiert.
- Servolenkung
- Retarder

Tata baut die Fahrgestelle mit Frontpartie und Antrieb. Verschiedene unabhängige Stellmacherbetriebe ergänzen die Karosserien nach Kundenwunsch.
Führende Stellmacherbetriebe sind Khira Motors (Teil der Jayanard Khira & Co. Pvt. Ltd., staatliche Transportgesellschaft von Maharashtra; Hauptniederlassung in Pune), Sutlej, Bharat, Standard, ARCO etc.
Diese Bustypen werden von allen Transportgesellschaften eingesetzt, angefangen bei den günstigen, wie die staatlichen Transportgesellschaften und Stadtbusgesellschaften, bis zu den teuren privaten Anbietern, die kostenintensive Linien von Stadt zu Stadt und über Land betreiben.